# Musée de l'aviation de Finlande
Le musée de l'aviation de Finlande (finnois : Suomen ilmailumuseo) est un musée spécialisé dans les avions, situé près de l'aéroport d'Helsinki dans le quartier de Veromies à Vantaa en Finlande.

## Histoire
La société du musée de l'aviation (finnois : Ilmailumuseoyhdistys ry) est fondée le 4 décembre 1969. 
Ouvert en 1972, le musée était initialement situé au sous-sol du terminal de l'Aéroport d'Helsinki-Vantaa.
Il s'installe dans ses propres locaux en 1981. 
Le musée s'est progressivement agrandi et comprend aujourd'hui une aile de bureaux, des salles de recherche, une bibliothèque sur l'aviation, des archives et un auditorium pour 200 personnes.
Actuellement, le musée appartient à la Fondation finlandaise du musée de l'aviation (finnois : Suomen Ilmailumuseosäätiö), fondée en 1996.

## Expositions
Le musée présente quelque 9 000 articles et la bibliothèque compte environ 17 000 livres et 160 000 magazines liés à l'aviation. 
En outre, le musée possède une grande collection de livrets d'instructions de vol. Il y a également quelque 78 000 photographies, négatifs et diapositives. Les archives couvrent quelque 1 600 mètres d’étagères. 
L'ensemble de la collection comprend quelque 80 appareils, dont 22 sont des planeurs. 
Voici une liste de certains des avions les plus remarquables:
- Adaridi

- Beechcraft 95-A55 Baron
- Bell 47D-1
- Blomqvist-Nyberg
- Caudron C.60
- Convair 440 Metropolitan
- De Havilland Vampire F.B.52
- DH Vampire Trainer T.55
- de Havilland Canada DHC-2 Beaver
- DFS 108 Olympia
- Douglas DC-2 hull
- Douglas DC-3
- Eklund TE-1 flying boat
- Fibera KK-1e Utu, 2 aircraft
- Fieseler FI 156K-1 Storch
- Focke-Wulf Fw 44
- Folland Gnat Mk.1
- Fouga Magister CM170 A
- Gloster Gamecock (fuselage wreck)
- Grunau 9
- Grunau Baby IIb, 2 aircraft
- Harakka I and II
- Heinonen HK-1 Keltiäinen
- Airship Colt GA-42, gondola
- I.V.L. A.22 Hansa
- Karhumäki Karhu 48B
- Karhumäki Viri replica
- Klemm L25
- Kokkola KO-04 Super Upstart-autogiro
- L-13n-10 Blanik
- Letov S.218 A Smolik
- Lockheed 18-07 Lodestar
- MiG-21bis, 2 aircraft
- MiG-21, 2 aircraft
- Mil Mi-4
- Mil Mi-8

- Mahe Scout-ultralight
- Taivaankirppu replica
- PIK-3a Kanttikolmonen
- PIK-3c Kajava
- PIK-5b
- PIK-10 Moottoribaby
- PIK-11 Tumppu
- PIK-12 Gabriel
- PIK-16c Vasama
- PIK-20
- Piper PA-28R-180 Cherokee Arrow
- Polikarpov UTI-4 ( I-16 UTI)
- PZL SM-1SZ helicopter
- Quickie
- Saab 35 Draken, 2 aircraft
- Saab 91D Safir
- Schulgleiter SG-38
- SZD-9bis 1c Bocian
- SZD-10bis Czapla A
- Sud Aviation SE 210 Caravelle simulator
- Valmet Tuuli III (not on display)
- Valmet Vihuri forward part of fuselage
- VL Pyry II
- VL Sääski II
- VL Tuisku
- VL Viima II
- W.W.S.1 Salamandra
- Wassmer WA-54 Atlantic

## Galerie

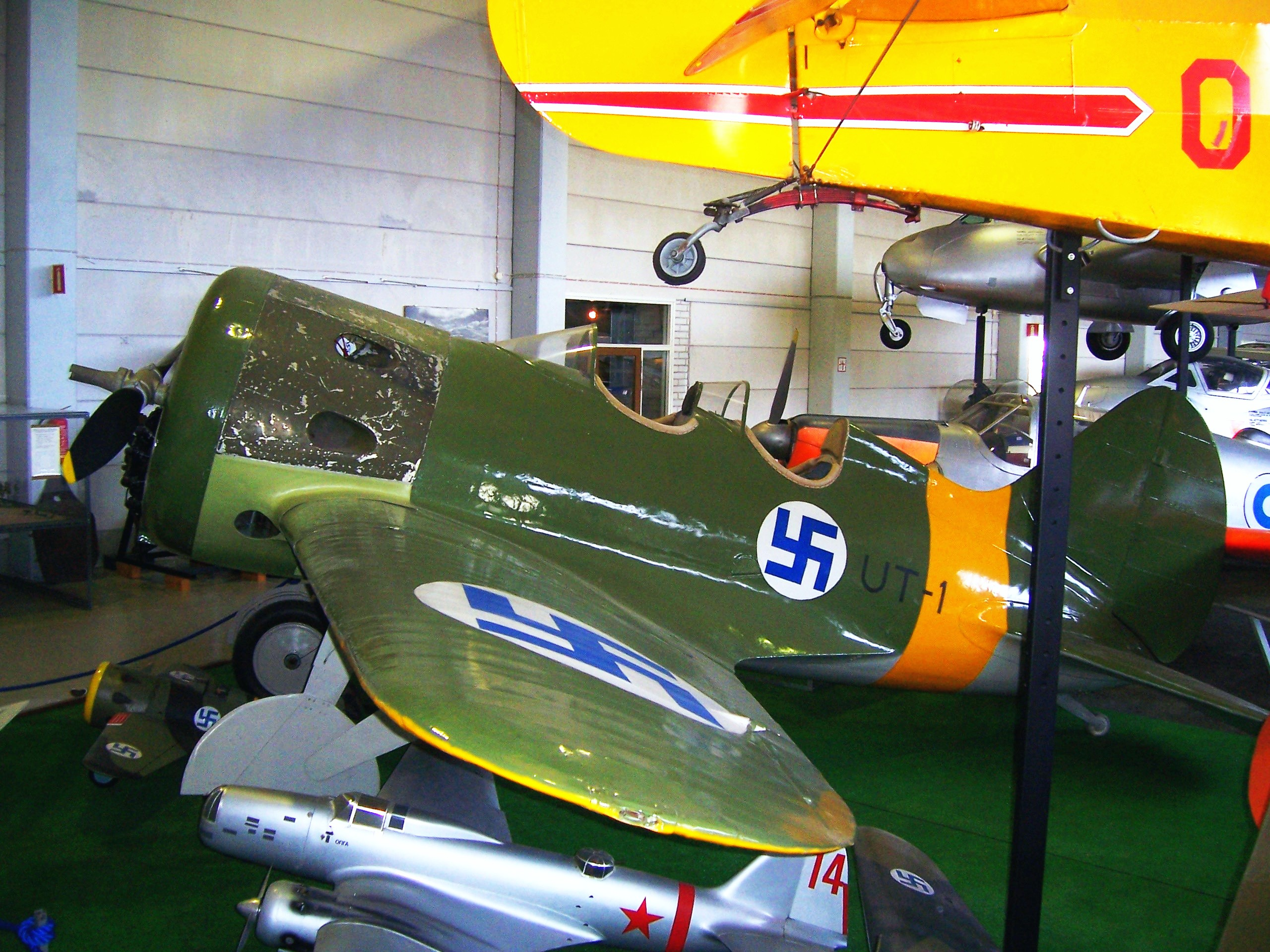
Polikarpov UTI-4
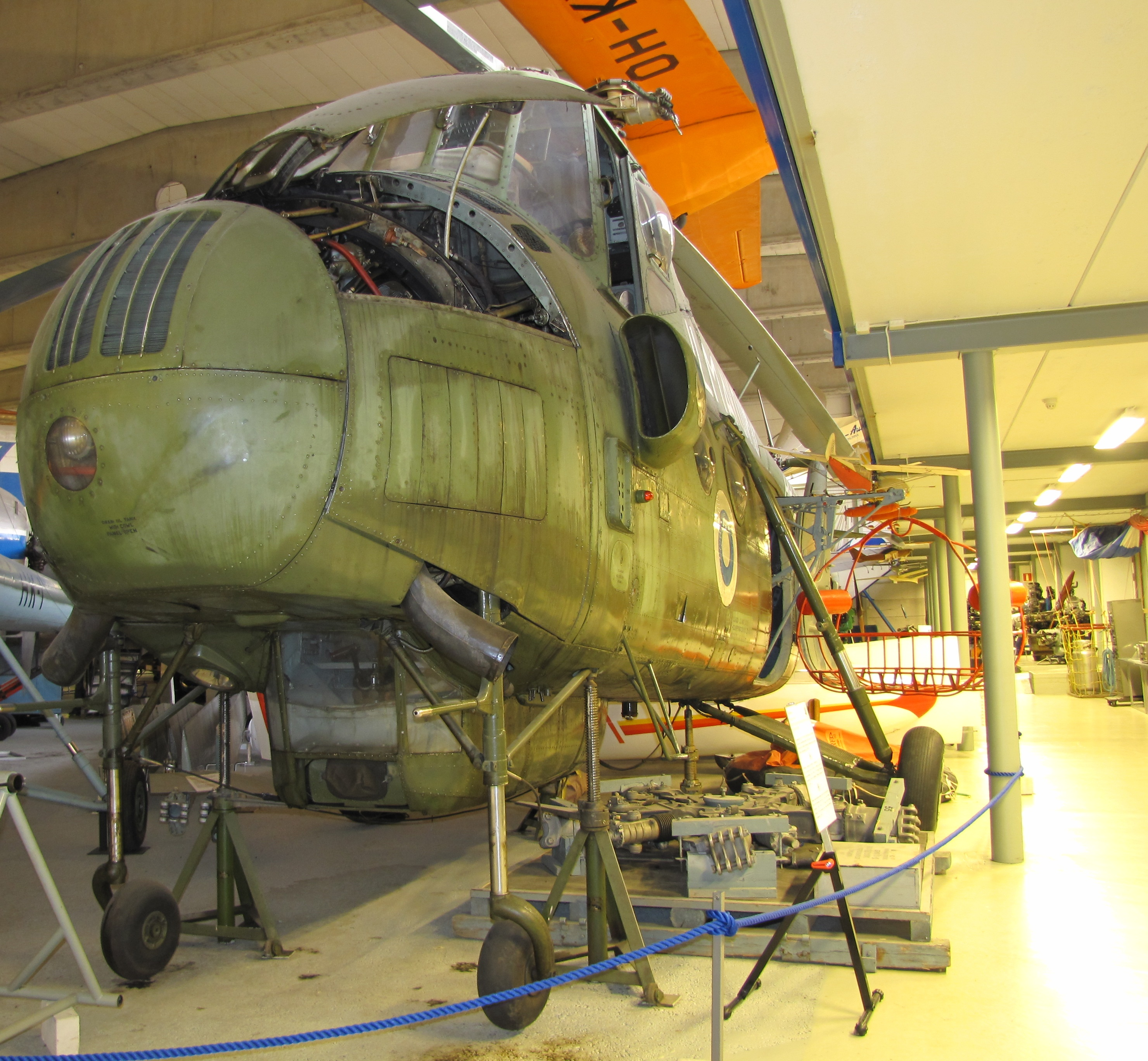
Mil Mi-4
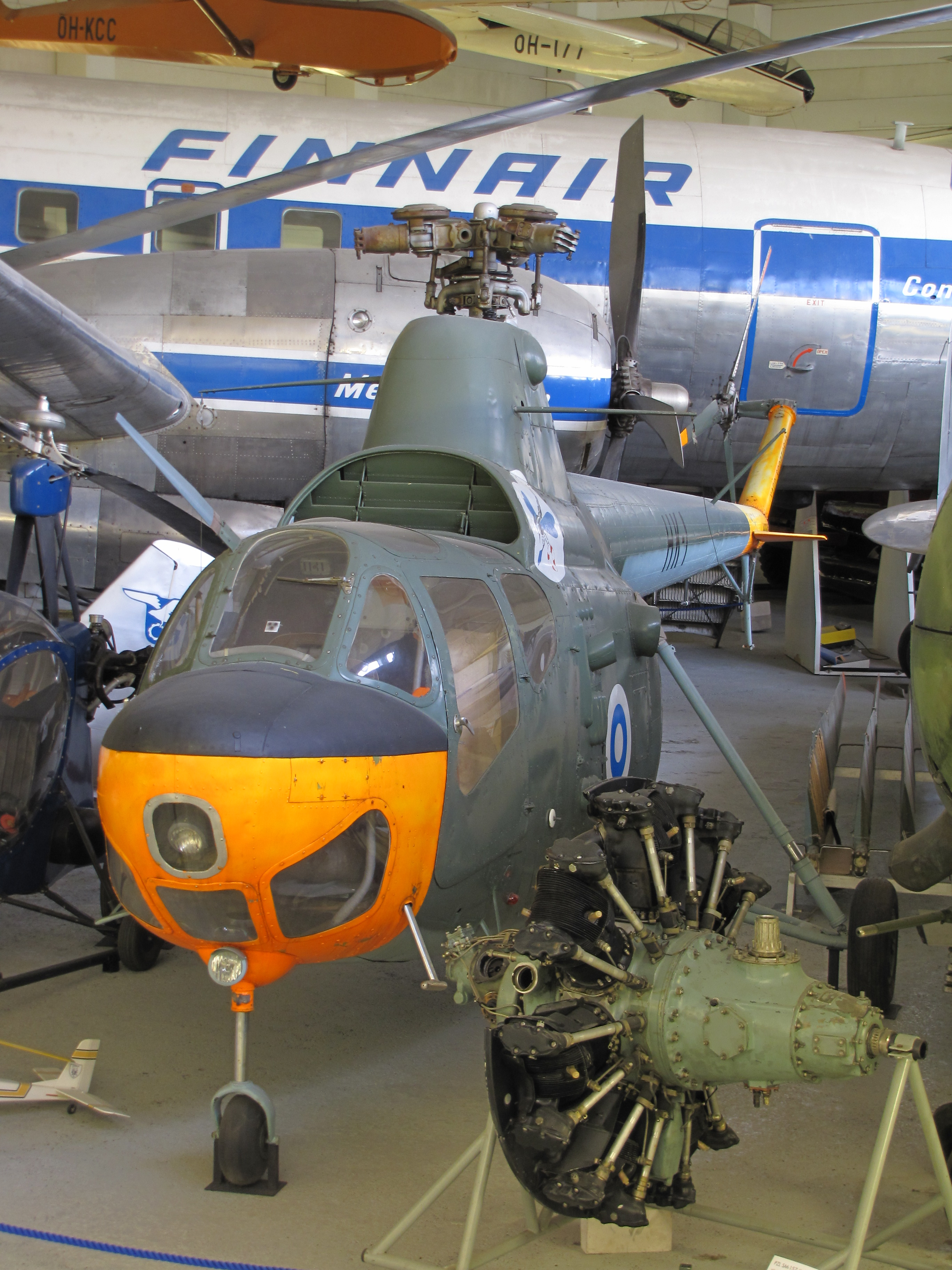
Mil Mi-1
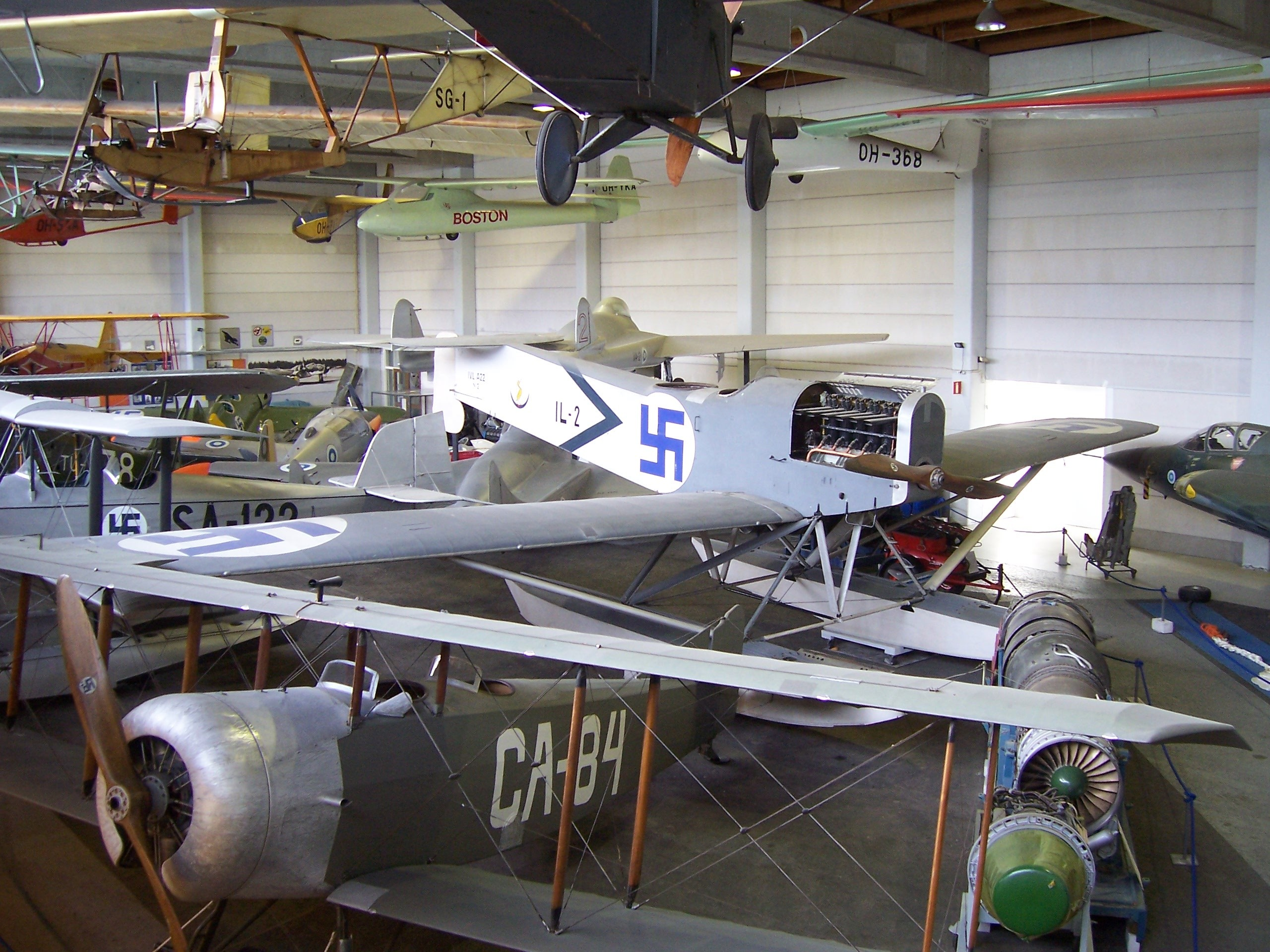

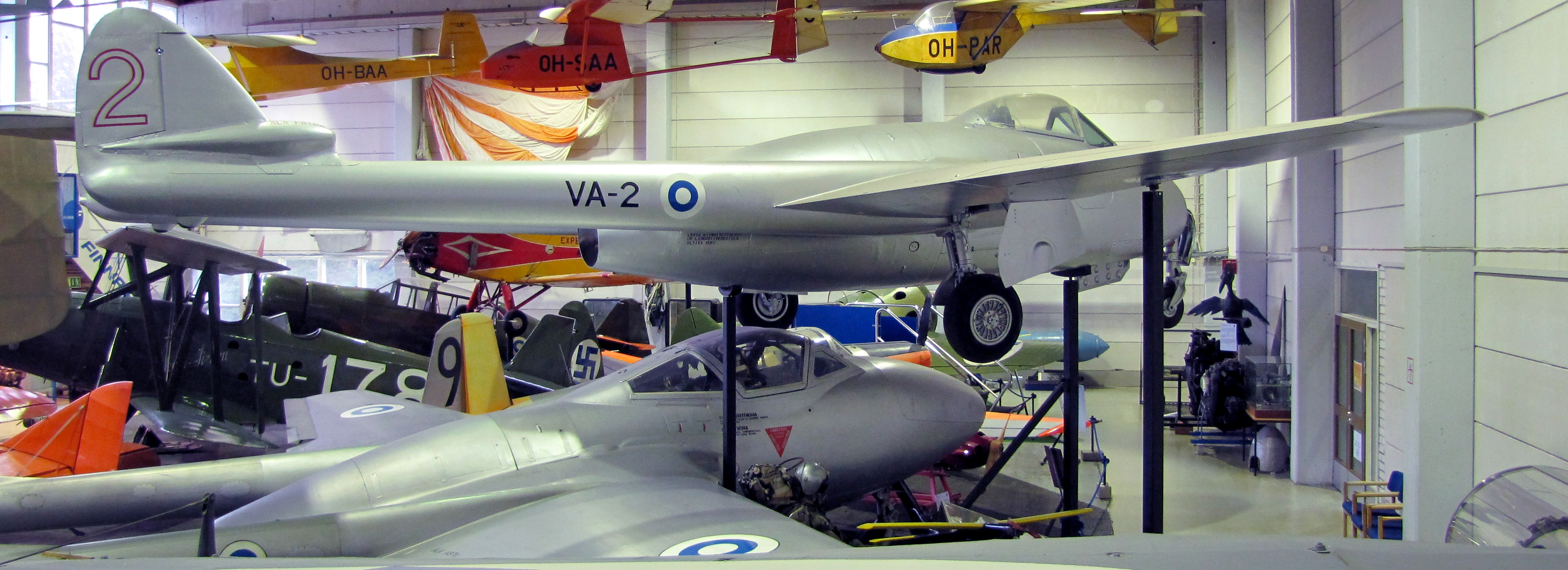
De Havilland Vampire Mk.52
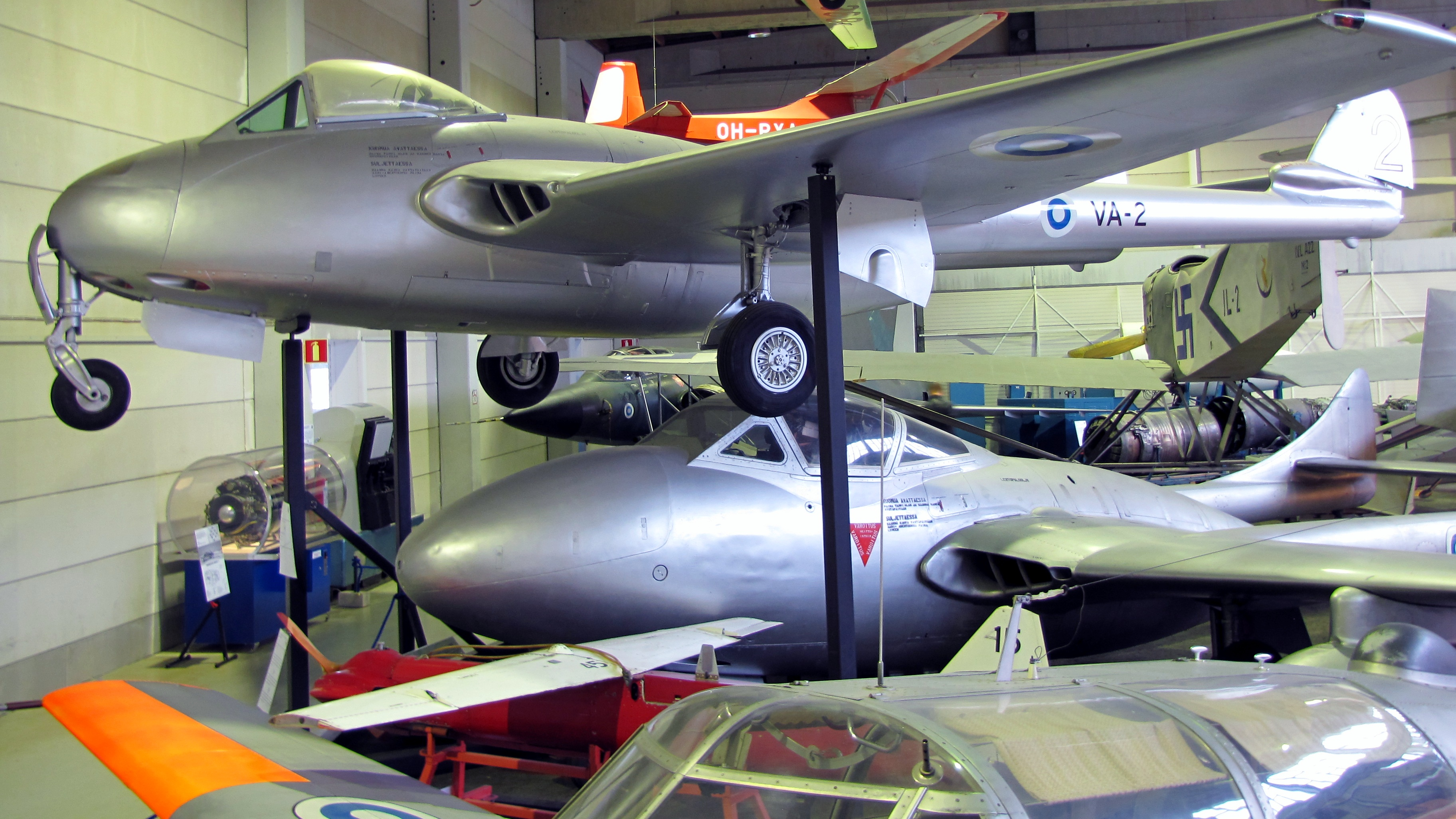
De Havilland Vampire Mk.52 VA-2 et
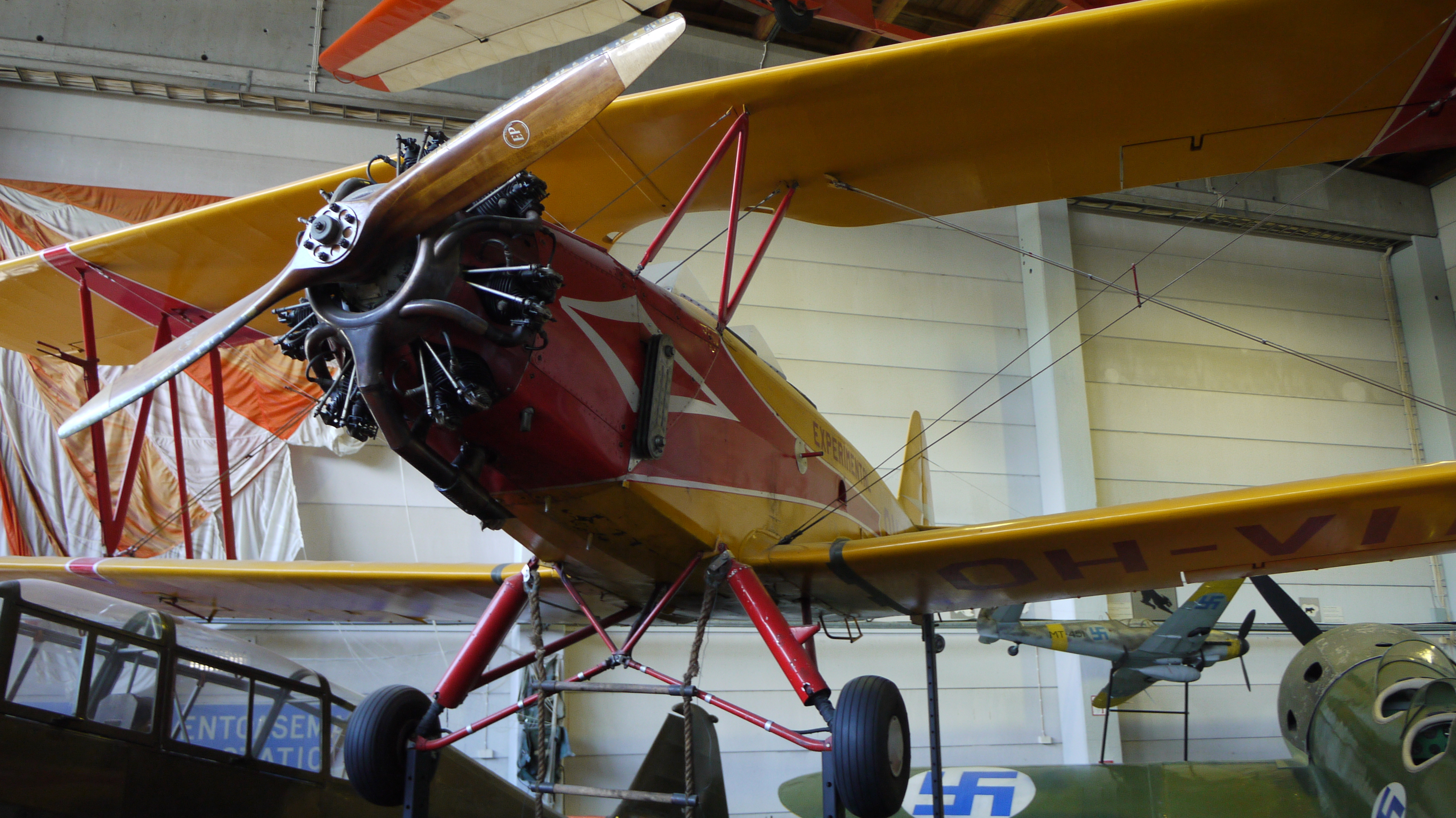
OH-VII